# Toni Schneiders

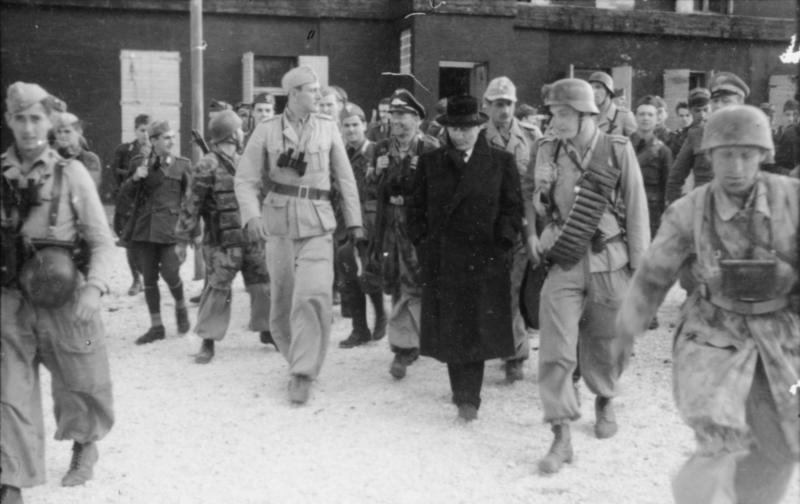
Mussolini rescatado por paracaídistas alemanes, 1943.

Toni Schneiders (Urbar, 13 de mayo de 1920 - Lindau, 4 de agosto de 2006) fue un fotógrafo alemán. Fue uno de los representantes principales de la fotografía subjetiva y miembro del grupo Fotoform, también ejerció como fotógrafo de guerra durante la Segunda Guerra Mundial.

## Vida y obra
Realizó estudios de fotografía hasta que en 1939 obtuvo el grado de maestro. Durante la Segunda Guerra Mundial fue enrolado inicialmente como soldado, pero desde 1942 ejerció como corresponsal de guerra en Francia e Italia. Una de sus series fotográficas de guerra más importantes son las tomas de la liberación de Mussolini a cargo de paracaidistas alemanes el 12 de septiembre de 1943. Estas fotos sobre los eventos en el Gran Sasso d'Italia se encuentran ahora en los Archivos Federales de Coblenza.
Tras la guerra regresó a Coblenza donde se dedicó a la fotografía de viajes y a la publicidad. En 1946 se trasladó a Meersburg creando un estudio fotográfico dos años después, en 1949 se establece en Lindau como reportero gráfico independiente. Ese mismo año se incorpora al grupo Fotoform como miembro fundador junto a Peter Keetman, Siegfried Lauterwasser, Wolfgang Reisewitz, Otto Steinert y Ludwig Windstoßer. Después de una estancia en Hamburgo, en 1952 volvió a Lindau y se casó con Ingeborg Thomann.
Entre 1956 y 1969 realizó diferentes viajes al sur de Europa, Escandinavia, Etiopía, África del Norte, Japón y el sudeste asiático. En 1970 comenzó a trabajar en el desarrollo de los archivos de imágenes sobre el arte europeo y su historia cultural. En 1999 recibió junto a Wolfgang Reisewitz y Siegfried Lauterwasser el premio de cultura de la asociación alemana de fotografía. Sus fotos aparecen publicadas en 197 libros.

## Exposiciones
- 2007: Photographien, Galerie Bernheimer, Múnich.
- 2006: Fotografie, Städtisches Kunstmuseum Singen.
- 2006: Fotografie, Landesmuseum Koblenz, Coblenza.
- 2004: Fotografien 1947-2004, Städtische Galerie, Bad Saulgau.
- 2004: Ein Klassiker der deutschen Fotografie, Museen Regensburg.